# The Eighties Matchbox B-Line Disaster
The Eighties Matchbox B-Line Disaster (также Eighties Matchbox, 80’s Matchbox, TEMBD или TEMBLD) — сайкобилли-группа из Брайтона, сформировалась в 1999.

## История
В начале группа состояла из Гая МакНайта (вокал), Энди Хаксли (лидирующая гитара), Марка Норриса (ритм-гитара), Симрена 'Сим' Гариала (бас), и Тома Диамантопоуло( ударные), пока в мае 2005 года Энди Хаксли не ушел из группы  и сформировал дэт-джаз группу Vile Imbeciles, на смену ему пришел гитарист With Scissors Рич Фаунс.
Группа выпустила два полнометражных альбома («Hörse Of the Dög» в 2002 и «The Royal Society» в октябре 2004), семь синглов в нескольких форматах, в каждом релизе есть стороны «Б», так что на счету группы множество песен, которые нельзя найти в их альбомах. Песню «Mister Mental» можно услышать в фильме «Зомби по имени Шон». Кстати, режиссёр этого фильма Эдгар Райт был также режиссёром рекламных роликов группы.
В 2003 году Гай МакНайт, Том Диаматопоуло и Энди Хаксли заявили, что завязали с наркотиками и стали буддистами. На вопрос о причинах этого поступка Хаксли ответил, что «невозможно что-либо сделать, если что-то душит твое желание творить» .
На протяжении нескольких лет группа играла на нескольких крупных музыкальных фестивалях (Glastonbury Festival, The Reading Festival, Leeds Festival) и также выступала на разогреве таких команд, как System of a Down, Placebo, Klaxons, Murderdolls и Queens of the Stone Age в 2007/2008.
7 апреля 2008 года, после того, как было объявлено, что Рич Фаунс присоединился к Nine Inch Nails, на MySpace — странице группы было объявлено, что Рич покидает группу. 
В мае 2010 года группа выпустила третий студийный альбом Blood And Fire.

## Дискография

### Альбомы
- Hörse Of the Dög (20 сентября, 2002; No Death/Island Records; UK #144)
- The Royal Society (25 октября, 2004; No Death/Island Records; UK #68)
- Blood and Fire (19 Мая, 2010; No Death/Black Records; UK #149)

### Синглы
| Дата релиза       | Название                | Чарт UK | Альбом            |
| ----------------- | ----------------------- | ------- | ----------------- |
| 11 марта, 2002    | « Morning Has Broken»   | 83      | Hörse Of the Dög  |
| 16 сентября, 2002 | «Celebrate Your Mother» | 66      | Hörse Of the Dög  |
| 8 июля, 2003      | «Psychosis Safari»      | 26      | Hörse Of the Dög  |
| 8 мая, 2003       | «Chicken»               | 30      | Hörse Of the Dög  |
| 3 февраля, 2004   | «Mister Mental»         | 25      | The Royal Society |
| 10 августа, 2004  | «I Could Be an Angle»   | 35      | The Royal Society |
| 4 января, 2005    | «Rise of the Eagles»    | 40      | The Royal Society |
| 10 мая, 2010      | «Love Turns To Hate»    | TBA     | Blood And Fire    |

### Демо/Промо/EP
- Eighties Matchbox Original Two Track Demo (1999; No Death)
- Eighties Matchbox SOAD Tour Sampler (2005; No Death)
- In The Garden Ep (23 июля, 2007; No Death)

### DVD
- Eighty Degrees of Separation (DVD)

### Невыпущенные песни

#### Август, 2005
Эти песни были записаны в августе 2005 года, после выхода «The Royal Society» и после ухода Энди Хаксли из группы. Песни были в разное время доступны на MySpace.
- «Love Turns To Hate» — 3:09
- «Alone Again» — 4:57
- «Surrender» — 3:57
- «Count The Voices» — 3:39
- «I Hate The Blues» — 2:47

#### «Dairy Demos»
Песни были записаны после ухода Хаксли из группы:
- «Music To Make Love To» — 2:45
- «I Got The Fear» — 2:44
- «Under My Chin» — 2:09
- «The Bads» — 2:02

#### С 2006 по 2007
Песни были доступны на MySpace и в «In The Garden Ep»:
- «Kemptown Animal» — 2:20
- «Eureka» — 2:26
- «A Man For All Seasons» — 2:20
- «Not In The Field» — 2:26
- «Mission From God» — 2:29

#### Другие песни
Песни, которые не вышли, были переименованы или издавались постепенно:
| - «All Rise» - «Falling Down For You» - «Get Lost» - «Labouremus» - «Make Me Feel Good» - «Race To The Rock And Roll Concert» - «Remember The Years» | - «Rude» - «Sing» - «Stomper» - «Summer Must Die» - «Wig sister» - «Year Of The Rock And Roll School» |

## Клипы
- «Morning Has Broken»
- «Celebrate Your Mother»
- «Psychosis Safari»
- «Chicken»
- «Palomino’s Dream by The Boogs»
- «Mister Mental»
- «I Could Be An Angle»
- «Rise of the Eagles»
- «In The Garden»
- «Love turns to hate»

## Сайты
- Официальный сайт Архивная копия от 12 июня 2017 на Wayback Machine
- Официальная страница The Eighties Matchbox B-Line Disaster (англ.) на сайте Myspace